# EP电子竞技俱乐部
EP电子竞技俱乐部（简称EP）是一支来自中国大陆的职业电子竞技队伍，该战队成立于2013年5月1日，隶属于长沙搏点网络技术有限公司。该战队现位于上海，并由i-rocks赞助。目前该战队拥有CF、英雄联盟、FIFA online3、逆战、英魂之刃、守望先锋、CS:GO、Dota 2等多个分部，其中英雄联盟分部参加了中国大陆的英雄联盟职业联赛（LPL）。英雄联盟隊伍現已被Game Talents戰隊收購並易名。